# Yasushi Yoshida
Yasushi Yoshida (吉田 靖 Yoshida Yasushi?), född 9 augusti 1960, är en japansk fotbollsspelare.
Yasushi Yoshida var tränare för det U20 japanska landslaget 2005-2007 och 2011-2012.